# Petrogale assimilis
Il wallaby delle rocce alleato (Petrogale assimilis Ramsay, 1877) è una specie di wallaby delle rocce diffusa nel Queensland nord-orientale (Australia). Somiglia moltissimo nell'aspetto alle altre sei specie del suo genere presenti nell'area, come il wallaby delle rocce di Capo York (P. coenensis), quello disadorno (P. inornata) e quello di Herbert (P. herberti).
Il wallaby delle rocce alleato vive nei dintorni di Townsville e anche sulle isole di Magnetic Island e di Palm. In natura è molto difficile distinguerlo dai suoi parenti.